# Bruin sponshorentje
Het bruin sponshorentje (Cerithiopsis tubercularis) is een slakkensoort uit de familie van de Cerithiopsidae. De wetenschappelijke naam van de soort is voor het eerst geldig gepubliceerd in 1803 door George Montagu.

## Beschrijving
Het bruin sponshorentje is een slanke schelp, tot 7 mm lang met maximaal 14 platte kransen. Het diafragma is ovaal, met dunne, gekartelde buitenlip en een kort, breed sifonkanaal. Het heeft een kastanjebruin schelp die alleen ter hoogte van de eerste 2 kransen spits toelopend is. Het hoofd draagt een paar lange, lineaire tentakels welke rond de distale helft bedekt zijn met borstelachtige trilhaartjes.

## Verspreiding en leefgebied
Deze soort komt voor in het noordoosten van de Atlantische Oceaan, de Azoren, Kaapverdië en de Europese wateren, waaronder de Middellandse Zee. Deze soort wordt gevonden in poelen, op sponzen zoals de gewone broodspons (Halichondria (Halichondria) panicea) en Hymeniacidon perleve,  in het bijzonder in combinatie met Lomentaria, Corallina en andere roodalgen. Ook te vinden op de beschutte, met sponzen bedekte hellingen en spleten van rotsen en onder keien. Van de lagere oever tot 100 meter diep.